# Nhiễm toan
Nhiễm toan hay nhiễm độc axít là tăng nồng độ axít trong máu và các mô khác của cơ thể (tức là tăng ion hydro nồng độ). Nếu không đủ điều kiện hơn nữa, nó thường đề cập đến tính axit của huyết tương.
Nhiễm toan được cho là xảy ra khi động mạch pH giảm xuống dưới 7,35 (ngoại trừ ở thai nhi - xem dưới đây), trong khi đối tác của mình (nhiễm kiềm.) xảy ra ở một độ pH trên 7,45 khí máu động mạch và phân tích các xét nghiệm khác được yêu cầu để tách các nguyên nhân chính.

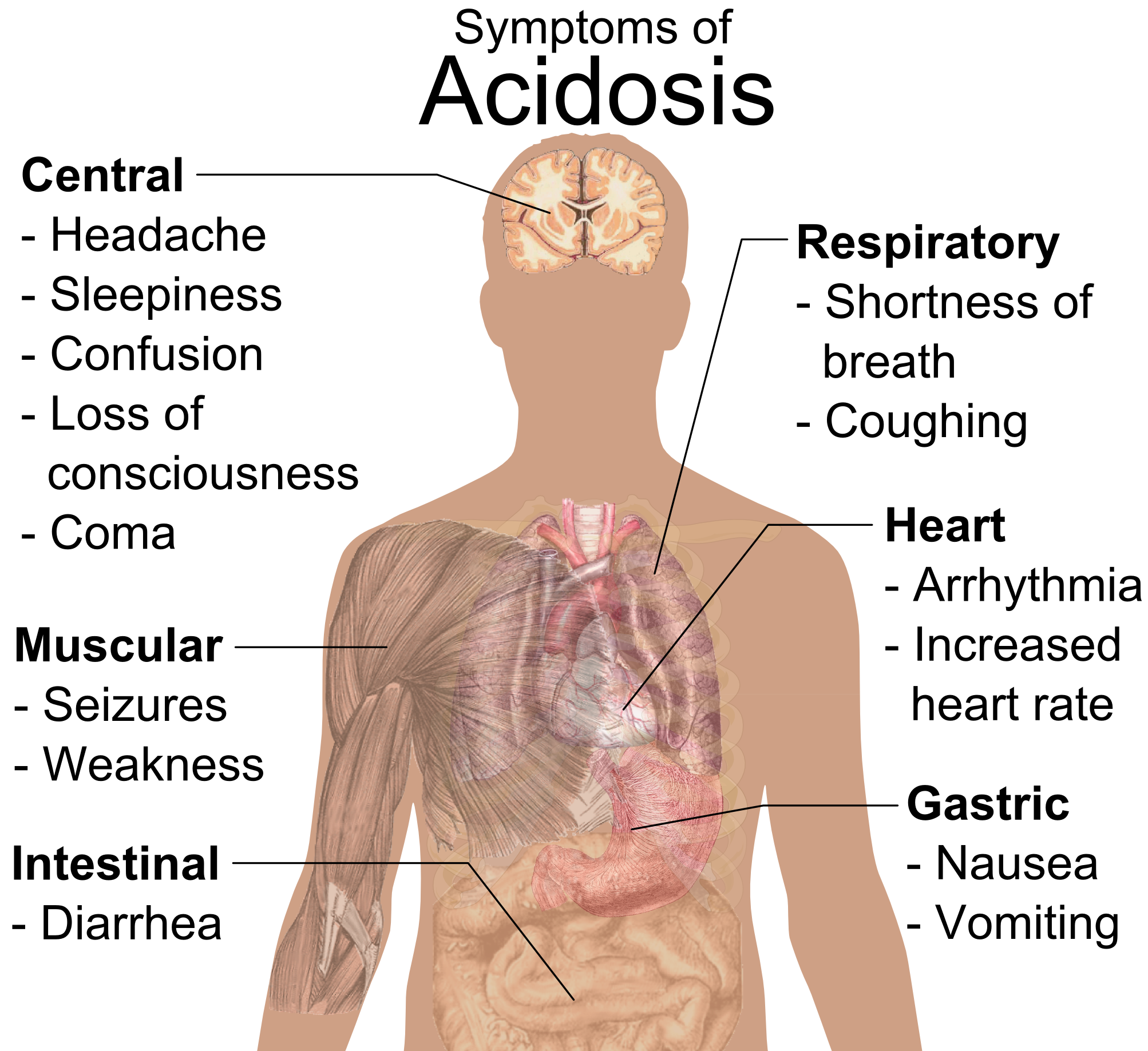
Các triệu chứng chung của nhiễm toan. Những triệu chứng này thường kèm sự suy giảm sơ cấp hô hấp hoặc trao đổi chất.

Các hạn toan chuyển hóa máu mô tả trạng thái của độ pH trong máu thấp, trong khi nhiễm toan được sử dụng để mô tả các quá trình dẫn đến những tình trạng này. Tuy nhiên, các từ ngữ đôi khi được dùng thay thế cho nhau. Sự khác biệt có thể có liên quan nơi một bệnh nhân có yếu tố gây cả axit và kiềm, trong đó mức độ nghiêm trọng tương đối của cả hai quyết định cho dù kết quả là một cao hoặc độ pH thấp.
Tỷ lệ hoạt động trao đổi chất của tế bào ảnh hưởng và, đồng thời, chịu ảnh hưởng của độ pH của dịch cơ thể. Trong động vật có vú, độ pH bình thường của mạch máu nằm giữa 7,35 và 7,50 tùy thuộc vào loài (ví dụ pH máu động mạch của con người khỏe mạnh khác nhau giữa 7,35 và 7,45). Giá trị pH máu tương thích với cuộc sống ở động vật có vú được giới hạn trong một phạm vi pH giữa 6,8 và 7,8. Những thay đổi trong pH máu động mạch (và do đó các dịch ngoại bào) ngoài phạm vi kết quả này trong tổn thương tế bào không thể phục hồi.

## Các dấu hiệu và triệu chứng
Hệ thần kinh tham gia có thể được nhìn thấy với nhiễm toan và xảy ra thường xuyên hơn với nhiễm toan hô hấp so với nhiễm toan chuyển hóa. Các dấu hiệu và triệu chứng có thể được nhìn thấy trong toan bao gồm đau đầu, rối loạn,cảm giác mệt mỏi, run, buồn ngủ, vỗ run, và rối loạn chức năng của đại nãocủa bộ não mà có thể tiến tới hôn mê nếu không có sự can thiệp. [ 2 ]

## Toan chuyển hóa
Toan chuyển hóa có thể dẫn đến việc gia tăng sản xuất các axit chuyển hóa hoặc rối loạn trong khả năng bài tiết axit quathận. Toan thận có liên quan đến sự tích lũy của urê và creatinin cũng như dư lượng axit chuyển hóa của protein dị hóa.
Sự gia tăng trong sản xuất axit khác cũng có thể tạo ra nhiễm toan chuyển hóa. Ví dụ, nhiễm acid lactic có thể xảy ra từ:
1. nặng (PAO 2 <36mm Hg) thiếu oxy gây ra một sự suy giảm trong tỷ lệ khuếch tán oxy từ máu động mạch đến các mô
2. hypoperfusion (ví dụ, sốc giảm thể tích) gây ra do thiếu máu cung cấp oxy đến các mô.

Sự tăng lactate trong số tỷ lệ với mức độ pyruvate, ví dụ như trong máu tĩnh mạch hỗn hợp, được gọi là "lactate dư thừa", và cũng có thể là dấu hiệu của quá trình lên men do sự trao đổi chất kỵ khí xảy ra trong các tế bào cơ bắp, như đã thấy trong khi tập luyện vất vả. Khi oxy hóa được phục hồi, các toan xóa một cách nhanh chóng. Một ví dụ khác của việc gia tăng sản xuất các axit xảy ra tại nạn đói và bệnh tiểu đường nhiễm toan. Đó là do sự tích tụ của ketoacids (ketosis) và phản ánh một sự thay đổi nghiêm trọng từ glycolysis để lipolysis cho nhu cầu năng lượng.
Tiêu thụ Acid từ độc như carbonic tăng, nồng độ sắt trong máu, và mạn tính giảm sản xuất của bicarbonate cũng có thể tạo ra nhiễm toan chuyển hóa.
Toan chuyển hóa được bù trong phổi, làm tăng thở ra carbon dioxide kịp thời thay đổi các phương trình đệm để giảm acid chuyển hóa. Đây là một kết quả của sự kích thích để hóa thụ, làm tăng thông khí ở phổi, dẫn đến bồi thường đường hô hấp, nếu không được biết đến như Kussmaul thở (một loại hình cụ thể của tăng thông khí). Nên tình trạng này kéo dài, bệnh nhân có nguy cơ cạn kiệt dẫn đến suy hô hấp.
Đột biến với V-ATPase 'a4' hoặc 'B1' đồng dạng dẫn đến nhiễm toan ống thận xa, một điều kiện mà dẫn đến nhiễm toan chuyển hóa, trong một số trường hợp với giác điếc.
Khí máu động mạch sẽ chỉ thấp pH, máu thấp HCO 3 , và bình thường hoặc thấp Paco 2 . Ngoài động mạch khí huyết, mộtkhoảng trống anion cũng có thể phân biệt giữa nguyên nhân có thể.
Các phương trình Henderson-Hasselbalch là hữu ích cho việc tính toán độ pH trong máu, vì máu là một dung dịch đệm.Lượng axit chuyển hóa tích lũy cũng có thể được quantitated bằng cách sử dụng độ lệch cơ sở đệm, một ước tính đạo hàm của chuyển hóa như trái ngược với các thành phần hô hấp. Trong sốc giảm thể tích ví dụ, khoảng 50% của sự tích tụ axit chuyển hóa axit lactic, mà biến mất khi lưu lượng máu và oxy nợ được điều chỉnh lại.
Điều trị nhiễm toan chuyển hóa không được bù là tập trung vào sửa chữa các vấn đề tiềm ẩn. Khi nhiễm toan chuyển hóa nặng và không còn có thể được bồi thường thỏa đáng bởi phổi, trung hòa các toan với truyền của bicarbonate có thể được yêu cầu.

### Toan chuyển hóa máu trao đổi chất của thai nhi
Trong bào thai, phạm vi bình thường khác nhau tuỳ thuộc vào định tàu rốn được lấy mẫu (tĩnh mạch rốn pH thường là 7,25-7,45; động mạch rốn pH thường là 7,18-7,38). [ 3 ] trao đổi chất của thai nhi toan chuyển hóa máu được định nghĩa là một pH tàu rốn nhỏ hơn 7,20 và một cơ sở dư thừa dưới -8. [ 4 ]

## Toan hô hấp
Toan hô hấp kết quả từ một gia tăng của khí carbon dioxide trong máu (carbonic tăng) do giảm thông khí. Nó thường được gây ra bởi phổi vấn đề, mặc dù bị chấn thương đầu, thuốc (đặc biệt là các thuốc gây mê và thuốc an thần), và các khối u não có thể gây toan chuyển hóa máu này. Tràn khí màng phổi, tràn khí, mãn tính viêm phế quản, hen suyễn, nặng viêm phổi, và khát vọng là một trong những nguyên nhân thường gặp nhất. Nó cũng có thể xảy ra như là một phản ứng để bù mãn tính nhiễm kiềm chuyển hóa.
Một chìa khóa để phân biệt giữa hô hấp và nhiễm toan chuyển hóa này mà toan hô hấp, CO 2 được tăng trong khi lượngbicarbonate hoặc là bình thường (không được bù) hoặc tăng (bồi thường). Bồi thường xảy ra nếu nhiễm toan hô hấp là hiện tại, và một giai đoạn mãn tính được nhập với đệm một phần của nhiễm toan qua việc duy trì bicarbonate thận.
Tuy nhiên, trong trường hợp bệnh mãn tính chức năng phổi thỏa hiệp vẫn tồn tại, chẳng hạn như giai đoạn cuối của bệnh khí thủng và một số dạng loạn dưỡng cơ bắp, cơ chế đền bù sẽ không thể đảo ngược tình trạng acidotic này. Khi sản xuất bicarbonate trao đổi chất trở nên cạn kiệt, và không liên quan bicarbonat không còn có thể đảo ngược sự tích tụ cực của carbon dioxide kết hợp với nhiễm toan hô hấp không được bù, thở máy thông thường sẽ được áp dụng. 

### Toan chuyển hóa máu đường hô hấp của thai nhi
Trong bào thai, phạm vi bình thường khác nhau tuỳ thuộc vào đó rốn tàu được lấy mẫu (tĩnh mạch rốn pH thường là 7,25-7,45; động mạch rốn pH thường là 7,20-7,38). [ 3 ] Trong bào thai, phổi không được sử dụng để thông gió. Thay vào đó,nhau thai thực hiện chức năng thông khí (trao đổi khí). Toan chuyển hóa máu đường hô hấp của thai nhi được xác định là một pH tàu rốn nhỏ hơn 7,20 và một động mạch rốn PCO 2 của 66 hoặc cao hơn hoặc tĩnh mạch rốn PCO 2 của 50 hoặc cao hơn. [ 4 ]